# Pyin U Lwin
Pyin U Lwin ou Pyin Oo Lwin (birman : ပြင်ဦးလွင်‌ / MLCTS : prang u: lwang mrui), jadis nommée Maymyo, est une ville de Birmanie située au Nord-Est de la Région de Mandalay, à 67 km à l'Est de Mandalay, à une altitude de 1070 m.

## Histoire
C'était à l'origine un village Shan d'une vingtaine de maisons sur la piste Mandalay-Lashio, entre Mandalay et Naungcho. À l'époque de la colonisation britannique, la ville était une destination de villégiature très prisée en raison de son climat. En 1896, quelques années après l'occupation britannique de la Haute-Birmanie, un poste militaire y fut installé. Grâce à son climat agréable, celui-ci se transforma progressivement en station d'altitude et devint la capitale estivale de la Birmanie britannique : la bonne société coloniale y passait la saison chaude pour échapper à la chaleur et à l'humidité de Rangoon. Le nom de la ville fut changé en Maymyo, littéralement Ville de May (ou Endroit de May) en birman, d'après le Colonel May, un vétéran de la révolte des Cipayes qui avait été le premier commandant du poste de Pyin U Lwin. Aujourd'hui encore, Pyin U Lwin en a conservé une ambiance qui la distingue des autres villes birmanes.

## Démographie
Reste de son passé colonial, la ville abrite environ 10 000 indiens et 5 000 népalais, descendants des soldats de l'armée britannique, régiments de Gurkhas et du Penjab. Pyin U Lwin possède aussi une communauté eurasienne, principalement constituée d'anglo-birmans et d'anglo-indiens. Jusqu'à une date récente, toutes ces communautés étaient majoritaires. L'immigration chinoise (surtout originaire du Yunnan) y est maintenant importante. 

## Éducation
Maymyo était un centre éducatif important pour les GEHSs (Government English High Schools), avec les écoles St. Mary, St. Michael, St. Albert and Colgate, toutes situées en ville. Les colons britanniques, les administrateurs coloniaux et les anglo-birmans envoyaient leurs enfants y suivre leurs études.

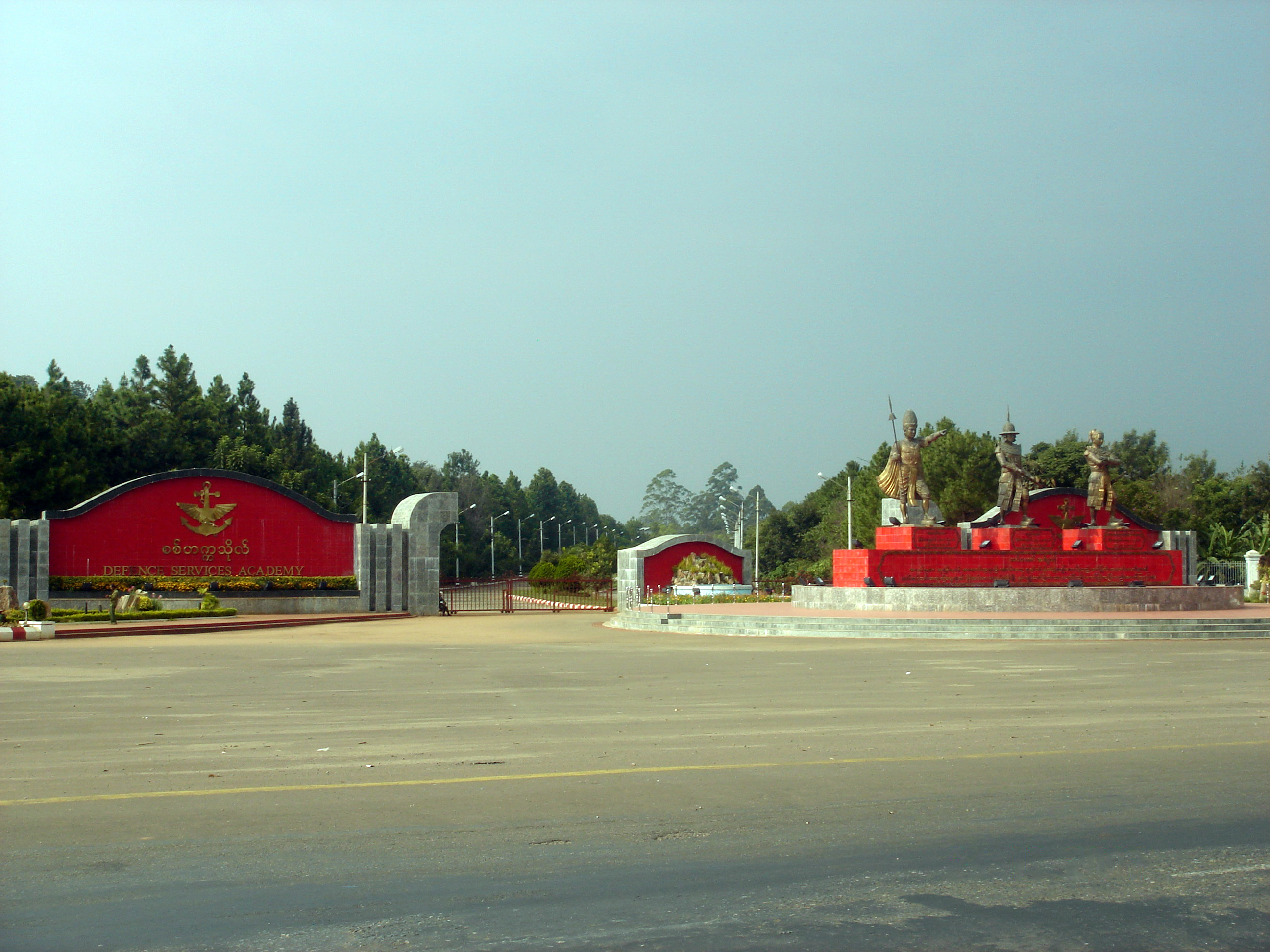
Entrée de l'Académie des Services de défense

Aujourd'hui Pyin U Lwin abrite l'Académie des Services de Défense (DSA) et l'Institut de Technologie des Services de Défense (DSIT).

## Économie

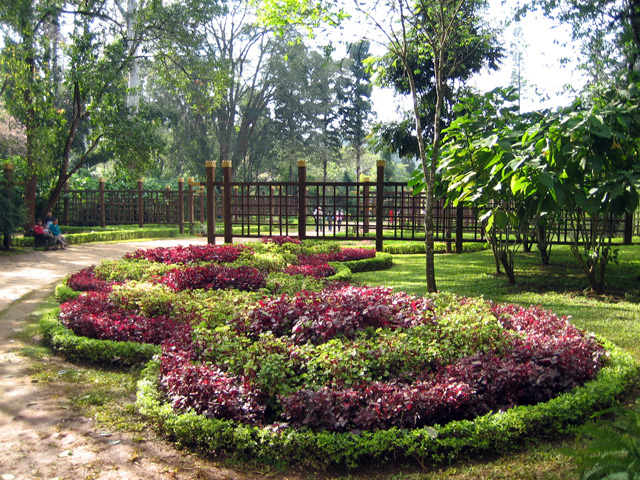
Jardin botanique de Kandawgyi

Textile, horticulture (fleurs, fruits et légumes), exploitation du café et élevage bovin sont les activités principales. La ville accueille des vacanciers birmans en été, les touristes étrangers venant plutôt en hiver.
Créés en 1915, le Jardin botanique de Kandawgyi et la pépinière adjacente sont réputés, ainsi que le Jardin national et les nouveaux National Landmarks Gardens. Un jardin d'orchidées de 1,6 ha est prévu pour 2007.
Pyin U Lwin joue un rôle majeur dans la sériciculture birmane. Le Centre de Recherche en Sériciculture, près du Jardin botanique de Kandawgyi, a trois rôles distincts : la plantation et la récolte du mûrier (feuilles pour les vers à soie, écorce pour la fabrication de papier artisanal), l'élevage des vers et le dévidage de la soie des cocons.
La ville possède aussi un important centre de recherche sur les plantes médicinales indigènes, ainsi que quelques-unes des rares usines pharmaceutiques du pays.
Pyin U Lwin est le principal centre floricole national. Elle produit des chrysanthèmes, des asters et des glaïeuls, vendus dans toute la Birmanie tout au long de l'année. Elle est aussi le centre de la nouvelle industrie cafetière birmane, avec de nombreuses usines de préparation et conditionnement. Une partie croissante de la production est destinée à l'exportation.

### Cybercité de Yadanabon
En périphérie de Pyin U Lwin, la cybercité de Yadanabon est en construction sous la responsabilité de Nay Shwe Thway Aung, petit-fils de Than Shwe, leader de la junte birmane depuis 1992. Installée dans une zone militaire de 4050 hectares de terres confisquées, la cybercité de Yadanabon est destinée à constituer le centre névralgique du réseau Internet birman.